# سید علی‌اصغر کردستانی
سیدعلی‌اصغر کردستانی (زادهٔ ۱۲۵۵ تا ۱۲۶۰ در صلوات‌آباد، سنندج – درگذشتهٔ ۱۳۱۵) خوانندهٔ کرد اهل ایران و از استادان آواز دورهٔ قاجار و اوایل پهلوی بود. وسعت صدا، تحریرهای ریز پی‌درپی در صدای اوج و ادای تحریر روی واج‌های زمینهٔ نامأنوس در آواز کُردی همچون «ای» (با بسامد بسیار بالا)، «او» و حتی صامت‌های «م» و «ن»، از ویژگی‌های آواز اوست.

## زندگی
سیدعلی‌اصغر کردستانی، فرزند سیدنظام‌الدین، فرزند سیدجامی، فرزند سیدمحمد جواد، فرزند سیدابراهیم است. سید نظام الدین دارای ۵ فرزند پسر بوده که ترتیب و توالی به دنیا آمدن آنها مشخص نیست اما به استناد روایات شفاهی متواتر، سیدعلی‌اصغر در سال ۱۲۶۰–۱۲۵۵ خورشیدی در روستای صلوات‌آباد، نزدیک سنندج به دنیا آمده‌است. علت تکیه بر روایات شفاهی در خصوص تاریخ تولد این است که وی اقدام به دریافت شناسنامه نکرده بود.
به استناد شناسنامه فرزند بزرگ سید، او قبل از سال ۱۲۸۴ (۱۹۰۵) با ماه‌شرف خانم ازدواج کرده‌است. ثمرهٔ این ازدواج سه پسر به نام‌های سیدعبدالاحد، سیدمسیح و سیدعلی‌اشرف و دو دختر به نام‌های زهرا و شرافت بوده‌است.
پسر بزرگش عبدالاحد، در سال ۱۲۸۴ متولد شده و پس از ۷۹ سال عمر کرده در سال ۱۳۶۳ فوت می‌کند. سال ۱۲۹۵ پسر دومش به اسم مسیح به دنیا می‌آید که در کودکی فوت می‌کند و سیدعلی‌اشرف، پسر سومش که با پسر دوم در یک سال متولد شده بودند، در سال ۱۳۷۱ درگذشت.

## قرارداد با کمپانی پُلیفُن جهت ضبط صفحه
در دوره دوم ضبط صفحات پُلیفُن در ایران یعنی سال ۱۳۰۷ش و انتشار صفحات در سال ۱۳۰۸ش، روندی جهت دعوت از هنرمندان برای ضبط صفحه و قرارداد با آنها صورت گرفته‌است که در مورد سیدعلی اصغر کُردستانی به صورت زیر بوده‌است.
در اواخر تابستان ۱۳۰۷ش نماینده کمپانی پُلیفُن در ایران یعنی «عزرا میرحکاک و اولاده» اولین آگاهی خود با نمره اعلان ۷۷۲ را در صفحه اول روزنامه اطلاعات، جهت دعوت از هنرمندان برای ضبط صفحه درج می‌نماید:
«بشارت – عن‌قریب ماشین برای پر کردن صفحات پلیفون خواهد رسید لذا بعموم آرتیست‌های ایرانی اخطار می‌شود در صورت مایل بودن بحبس صوت خود قبلاً به کمپانی پُلیفُن «عزرا میر حکاک و اولاده» خیابان چراغ برق یا سبزه میدان به تجارتخانه اساسی مراجعه فرمایند. مشتریان محترم ما بایستی متذکر باشند که این مرتبه صفحات پلیفون با ماشین برق پُر خواهد شد. البته تصدیق میفرمائید صفحات سابق پُلیفُن تا چه اندازه رضایت خاطر آنان را جلب نموده ولی بس باز ما قناعت نکرده این مرتبه ماشین برق را که خیلی جدید است با بهترین مکانیک که معروف در تمام دنیا است برای مشتریهای محترم خود تهیه نمودیم، امید است این خدمت ما مقبول عامه شود».
در تاریخ ۱۳۰۷/۸/۶ش در سنندج عزرا میرحکاک و سید علی اصغر کُردستانی جهت ضبط صفحه قراردادی را عقد نموده‌اند، که متن آن به صورت زیر است:
" آقای سید اصغر شهابی خلف مرحوم آقای سید نظام الدین صلوات آبادی با آقای حیّم حکاکی بغدادی حاضر شدند. آقای شهابی ملتزم شد از تاریخ حال که ۶ آبان ماه ۱۳۰۷ الی مدت یکسال که ۶ آبان ماه ۱۳۰۸ می‌باشد موازی ده[۱۰] صفحه دو رو از آواز و صدای کُردی برای آقای حیم پرکرده در مقابل مبلغ هفتاد تومان نقد رایج، و نیز ملتزم شد در این مدت یکسال مرقوم، تا ده[۱۰] صفحه آقای حیم پر از آواز کُردی نکرده حق نداشته باشد در جای دیگر و در ماکینه دیگری آواز کُردی بخواند نه در ایران و نه در خارج ایران، و آقای حکاکی متعهد شد تمام مخارجات آقای شهابی و ذهاب وایاب آن از مال خود به آقای شهابی بدهد با ده روز توقف شهابی در طهران، و طرفین متعهد گشته ولازمه ذمه خود گردانیدند هر کدام از قنطرات مرقومه تخلف کردند مجاناً مبلغ هفتاد تومان بآن دیگری بدهد. بعد از یک ماه ماشین آقای حکاکی حاضر گردد و آقای شهابی تکاهل از خواندن آواز کُردی از هرقبیل از صفحه‌های او نموده مبلغ نود تومان از مال خود تحویل حکاکی بدهد، و حضوراً مبلغ بیست و پنج تومان از هفتاد تومان حق‌العمل، آقای حکاکی به آقای شهابی تحویل داد و باقی مبلغ در وقت پرکردن از صفحه‌های مرقومه از آواز کُردی باو تحویل دهد. تحریراً فی ۶ آبان ماه ۱۳۰۷ "
با اینکه در متن قرارداد ضبط ۱۰ صفحه درج شده اما آنچه در عمل ضبط شده‌است، ۱۵ صفحه دو طرفه می‌باشد که از این پانزده صفحه ۱۴ صفحهٔ آن در دسترس است و اسامی آنها به قرار زیر است؛

۱- آواز شوشتری ۲- آواز بیات ترک ۳- آواز بیات اصفهان ۴- آواز حجاز ۵- آواز سه گاه ۶- آواز دشتی (غم‌انگیز) ۷- آواز همایون/بیداد ۸- تصنیف بیات اصفهان (ئای له له نجه و لار) ۹- تصنیف افشاری (ههٔ نابێ نابێ)۱۰- تصنیف بیات ترک (یارغه زاڵ) ۱۱- تصنیف افشاری-ناری (ده ردی هیجران) ۱۲- تصنیف شور-طاهری (ئهٔ ره فێقانی ته رێقه ت) ۱۳- تصنیف دشتی (غه مگین و دڵپه شێوم) ۱۴- تصنیف دشتی (کراس کورتێ)